# Bleed Out (альбом The Mountain Goats)
Bleed Out — двадцать первый студийный альбом американской инди-рок группы The Mountain Goats из Клермонта (Калифорния). Он был выпущен 19 августа 2022 года на лейбле Merge Records. Продюсером Bleed Out выступила Алисия Боньянно из Bully. Альбом был предварён лид-синглом «Training Montage».

## История
Фронтмен Mountain Goats Джон Дарниэль черпал вдохновение в боевиках 1960-1980-х годов, которые он смотрел у себя дома в Северной Каролине в конце 2020 года. Затем он начал писать песни, а в январе 2021 года к нему присоединились участники группы Питер Хьюз, Джон Вурстер и Мэтт Дуглас в студии Betty's Studios недалеко от его дома в Чапел-Хилл, где запись была завершена в течение недели.
Альбом был записан в январе 2021 года.
Вокал Джона Дарниэля хрустящий и напористый в нужном эмоциональном регистре, а его группа (Питер Хьюз на басу и гитаре, Мэтт Дуглас на гитаре, клавишах и саксофоне и Джон Вурстер на ударных и перкуссии) наполняет мелодии со вкусом, умом и силой. Команда также привлекла секретное оружие, в данном случае Алисию Боньянно из группы Bully, которая спродюсировала альбом и добавила дополнительную электрогитару и клавишные, которые усиливают свирепость и силу этих треков.

## Отзывы
| Совокупная оценка | Совокупная оценка |
| Источник          | Оценка            |
| ----------------- | ----------------- |
| Metacritic        | 74/100            |
| Оценки критиков   |                   |
| Источник          | Оценка            |
| AllMusic          | [ 2 ]             |
| And It Don't Stop | A                 |
| The Guardian      | [ 7 ]             |
| Mojo              | [ 8 ]             |
| Paste             | 7.4/10            |
| Pitchfork         | 7.6/10            |
| Record Collector  | [ 11 ]            |
| Uncut             | 7/10              |

Bleed Out получил в основном положительные отзывы от современных музыкальных критиков. На сайте Metacritic, который присваивает нормализованный рейтинг из 100 баллов рецензиям от современных критиков, альбом получил средний балл 74, основанный на профессиональных рецензиях, что означает «в целом благоприятные отзывы». Интернет-журнал Pitchfork' оценил Bleed Out в 7,6 балла из 10. Критик AllMusic Марк Деминг оценил альбом на 4 из 5 и отметил, что «хотя Bleed Out в первую очередь посвящён тёмной стороне человеческих эмоций, Дарниэль никогда не отходит далеко от рассмотрения всего этого через призму классического криминального кино. Как бы ни был хорош Дарниэль в написании песен — а он неизменно хорош уже более двух десятилетий — самый лучший сценарий не сработает без правильного исполнения, и в Bleed Out он и его соавторы находятся на вершине своей игры. Bleed Out — ещё одно доказательство того, что он один из лучших рассказчиков инди-рока, когда-либо созданных».
По мнению музыкального критика Роберта Кристгау, в Bleed Out больше электрогитары, чем в предыдущих работах Дарниэлла, а логически «аллюзивные» тексты изображают персонажей, «хороших [или] плохих», которые в целом «находятся на той или иной грани в культуре, растянутой до предела жадностью и насилием, которые стали обыденностью».

## Список композиций
| №                   | Название                          | Длительность |
| ------------------- | --------------------------------- | ------------ |
| 1.                  | «Training Montage»                | 4:28         |
| 2.                  | «Mark on You»                     | 2:21         |
| 3.                  | «Wage Wars Get Rich Die Handsome» | 2:30         |
| 4.                  | «Extraction Point»                | 5:20         |
| 5.                  | «Bones Don't Rust»                | 2:25         |
| 6.                  | «First Blood»                     | 3:06         |
| 7.                  | «Make You Suffer»                 | 3:29         |
| 8.                  | «Guys on Every Corner»            | 3:13         |
| 9.                  | «Hostages»                        | 7:10         |
| 10.                 | «Need More Bandages»              | 3:42         |
| 11.                 | «Incandescent Ruins»              | 2:29         |
| 12.                 | «Bleed Out»                       | 7:09         |
| Общая длительность: | Общая длительность:               | 47:22        |

## Чарты
| Чарт (2022)                                  | Высшая позиция |
| -------------------------------------------- | -------------- |
| Шотландия (Scottish Albums Chart)            | 73             |
| Великобритания (UK Digital Albums Chart)     | 33             |
| Великобритания (UK Independent Albums Chart) | 22             |
| США (Billboard Folk Albums) ·                | 8              |
| США (Billboard Independent Albums) ·         | 37             |
| США (Billboard Top Album Sales) ·            | 10             |
| США (Billboard Vinyl Albums) ·               | 9              |